# تسالم و تسامح
به معنای حسن تفاهم است که افراد و گروه‌ها و نهادهای اجتماعی با شناخت کامل یکدیگر، یک نوع روح هم‌زیستی و همکاری مشترک در پیشبرد اهداف اصلی جامعه به وجود آورند و جو حاکم تفاهم باشد.
در اصطلاح سیاسی نوعی بردباری و تحمل در رجال سیاسی و احزاب است که با اندکی عقب‌نشینی از منافع و عقاید رخ می‌دهد، مشروط بر اینکه در اصل هدف اختلافی نداشته باشند.